# Диллер, Филлис
Филлис Диллер (англ. Phyllis Diller, урождённая Филлис Эйда Драйвер (англ. Phyllis Ada Driver); 17 июля 1917 — 20 августа 2012) — американская комедийная актриса, одна из первых женщин-комиков на американском телевидении.

## Биография
Филлис Драйвер родилась в городе Лайма, Огайо, в семье Перри Маркуса Драйвера и его жены Ады Ромше. После окончания средней школы она в течение трёх лет обучалась в Музыкальной консерватории в Чикаго.
Первые тридцать лет своей жизни Филлис была обычной замужней домохозяйкой и матерью пятерых детей, жившей в небольшом городке в Мичигане. Впервые на телеэкране она появилась в начале 1950-х годов в «Шоу Джека Паара», а вскоре после этого выступила в комедийном шоу Граучо Маркса. Переехав в калифорнийский город Аламиду, Филлис начала выступать в легендарном клубе «The Purple Onion» в Сан-Франциско, где она впервые проявила свой талант комика.
Филлис привлекла к себе внимание публики в начале 1960-х годов, когда появилась вместе с Бобом Хоупом в нескольких телевизионных комедийных шоу и трёх кинокомедиях. Несмотря на то, что фильмы провалились в прокате, Хоуп пригласил Дилер с собой на выступления во Вьетнам, где в то время был военный конфликт. После этого она вновь вернулась на телевидении, где стала частой гостью во многих телешоу, а в 1967 году была удостоена премии «Золотой глобус» в номинации Лучшая телевизионная актриса. На телевидении Дилер стала создательницей образа домохозяйки, плохо причёсанной, обычно в коротком платье и часто курящей сигареты через мундштук. Филлис также неоднократно появлялась и в бродвейских постановках, а также принимала участие в озвучивание мультфильмов, среди которых «Принц Щелкунчик» (1990), «Белоснежка 2: И жили они счастливо» (1990) и «Приключения Флика» (1999).
Филлис никогда не скрывала, что часто прибегала к услугам пластических хирургов. Свою первую операцию она сделала в 55 лет, и с тех пор повторяла ещё пятнадцать раз. В конце 1990-х годов у неё начались проблемы со здоровьем, в частности в 1999 году у неё случился инфаркт. Из-за этого ей пришлось ограничить своё появление в телевизионных шоу. Но несмотря на это она всё равно изредка появлялась в кино и на телеэкранах.
Филлис Диллер скончалась во сне в своём доме в районе Брентвуд в Лос-Анджелесе утром 20 августа 2012 года в возрасте 95 лет. Её тело кремировали, а прах развеяли в море.